# أخا (بالا لاريجان)
أخا (بالفارسية: اخا) هي قرية تقع في إيران في قسم بالا لاریجان الريفي. يقدر عدد سكانها بـ 173 نسمة بحسب إحصاء 2016.